# Laevidentaliidae
Laevidentaliidae is een familie van weekdieren uit de klasse van de Scaphopoda (tandschelpen).

## Geslacht
- Laevidentalium Cossmann, 1888